# 单纯粘体虫
单纯粘体虫（学名：Myxosoma simplex）为粘体科粘体虫属的动物。分布于俄罗斯以及湖南、黑龙江流域等，营寄生生活，寄生在肾（鲢）、肌肉、眼窝（刺鰟鮍）。
其种加词“simplex ”意为“简单、单一的”。